# Schalburgkorps
Lo Schalburgkorps (Corpo Schalburg) fu un reparto volontario paramilitare della Danimarca parte delle SS Germaniche. Il corpo prese il nome da Christian Frederik von Schalburg, comandante del Frikorps Danmark, altro corpo paramilitare creato dal Partito Nazionalsocialista del Lavoro di Danimarca (Danmarks Nationalsocialistiske Arbejderparti - DNSAP) il quale rimase ucciso nel 1942 durante la sacca di Demjansk.
Lo Schalburgkorps fu formato il 2 febbraio 1943 col nome di Germansk Korps ed assunse il nome definitivo il 30 marzo successivo. I membri che non avevano avuto alcuna pregressa esperienza sul fronte orientale dovettero avere sei settimane di indottrinamento politico ed un addestramento militare al combattimento.

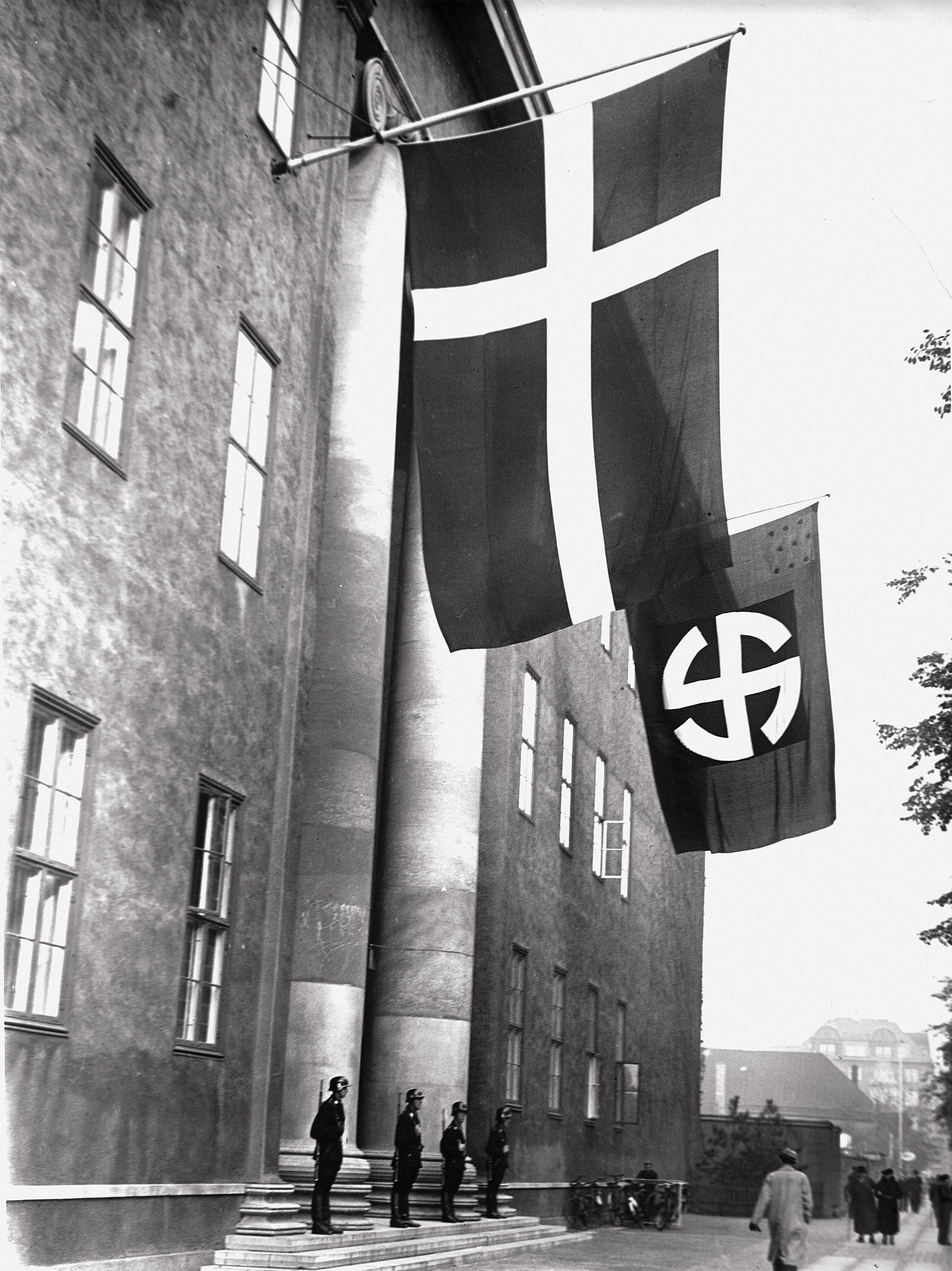
Quartier generale del Schalburgkorps a Copenaghen, 1943.

La creazione dello Schalburgkorps era finalizzata a diversi scopi. A breve termine avrebbe dovuto aiutare a mantenere la pace e l'ordine in Danimarca, in quanto i tedeschi erano insoddisfatti dell'operato della polizia danese contro i sabotaggi e le attività e antitedesche nel paese. L'obiettivo a lungo termine era quello di promuovere germanizzazione e la nazificazione della Danimarca. Il DNSAP guidato da Frits Clausen era solo un supporto di facciata ma non aveva alcuna influenza politica.
Il corpo fu diviso in due gruppi, uno di militari ed uno conosciuto come Dansk Folkeværn (Difesa del popolo danese), di civili che supportava il corpo anche finanziariamente. Membri del gruppo furono utilizzati come battaglione contro sabotaggi a guardia delle vie di comunicazione, ferrovie e strade con particolare attenzione ad incroci e ponti.
Nel luglio 1944, lo Schalburgkorps fu incorporato nelle SS come SS Ausbildungsbataillon Schalburg (Battaglione di addestramento Schalburg). Sei mesi più tardi fu rinominato come SS Wachbataillon Zealand. Fu ufficialmente sciolto il 28 febbraio 1945.